# Файстріц-ан-дер-Гайль
Файштріц-ан-дер-Ґайл (нім. Feistritz an der Gail) — комуна в Австрії, у федеральній землі Каринтія.
Входить до складу округу Філлах. Населення становить 656 осіб (на 31 грудня 2005 року). Займає площу 19,91 км². Офіційний код - 2 07 07.
| Австрія | Це незавершена стаття з географії Австрії. Ви можете допомогти проєкту, виправивши або дописавши її. |